# Jan van de Cappelle

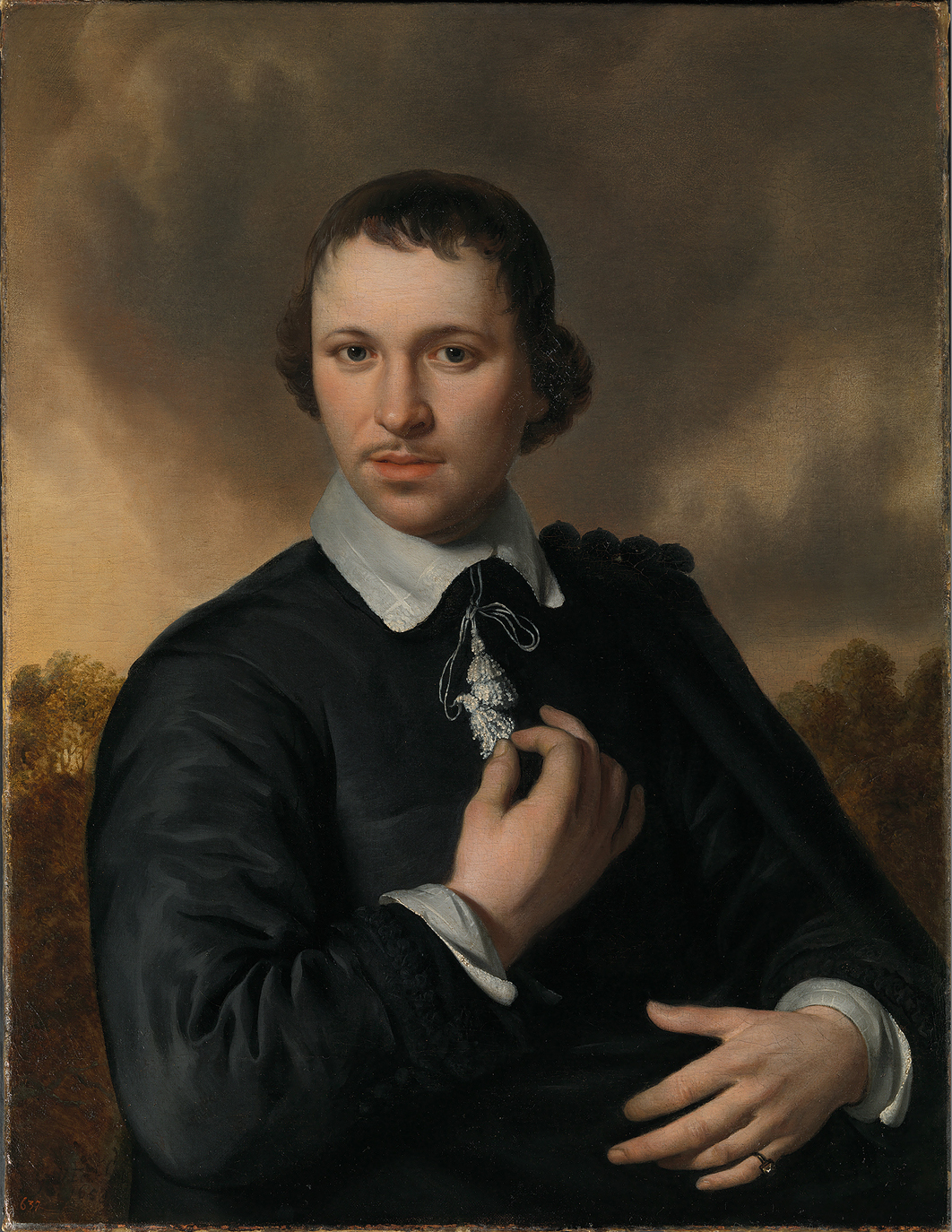
Gerbrand van den Eeckhout - Retrato de Jan van de Capelle - Amsterdam Museum

Jan van de Cappelle (1624 - 1679 en Ámsterdam) fue un pintor holandés de la época barroca. Se ganó la vida como abogado. Se interesó por la pintura después de conocer los dibujos de Simon de Vlieger. Fue alumno de Albert Jacob Cuyp, aunque parece que no recibió ninguna formación regular, ya que cultivó este arte como mero aficionado, al igual que hicieron otros artistas holandeses como Hobbema o Van der Neer.

## Biografía

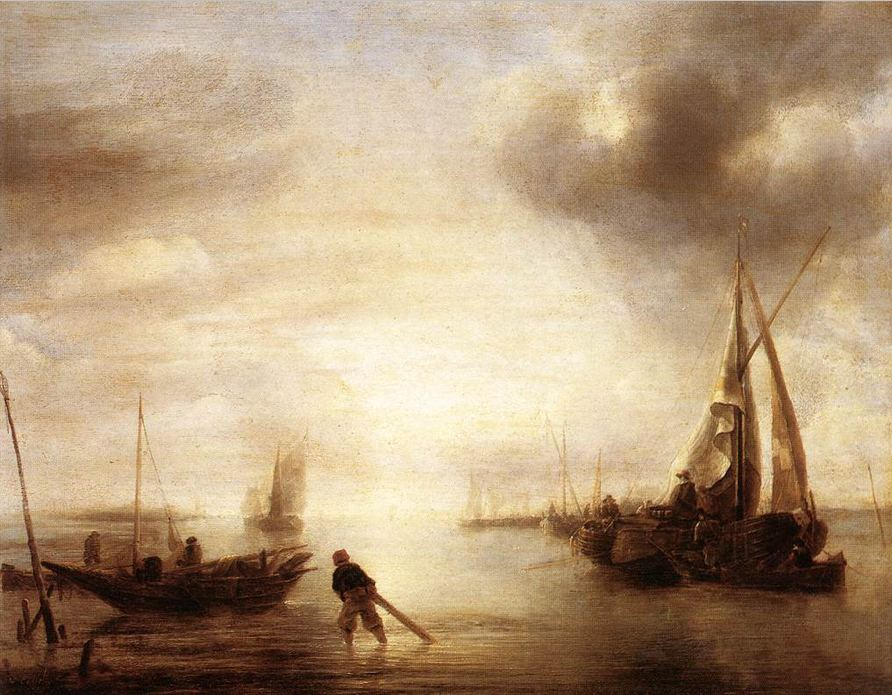
Calma, 1655, Óleo sobre roble, 47.5 × 59 cm, Museo Wallraf-Richartz.

Su padre (1594-1674) era tintorero y comerciante de paños, su madre procedía de Rótterdam; se casaron en 1622 en Ámsterdam. El bautismo de Joannes está registrado en Nieuwe Kerk, Ámsterdam el 25 de enero de 1626. Fue descrito (por Gerbrand van den Eeckhout) como un artista autodidacta, pero probablemente recibió algún tipo de formación de Simon de Vlieger, cuyo estilo copió o es el más cercano a sus primeras pinturas, y quizás otros maestros como Willem van de Velde el Viejo. Recibió la ciudadanía de Ámsterdam el 24 de julio de 1653, una ceremonia esencialmente honorífica para uno de los miembros de la élite de la ciudad. Unos meses antes, el 2 de febrero de 1653, se había casado con Annetje Jansdr. Grotingh, hija de un albañil. Van de Cappelle era un hombre muy rico que nunca necesitó depender de su pintura para ganarse la vida, y no se sabe si se unió al Gremio de San Lucas de la ciudad o a la "hermandad de pintores" independiente fundada en 1653. No está claro si vendió algunas de sus obras o cómo lo hizo. 

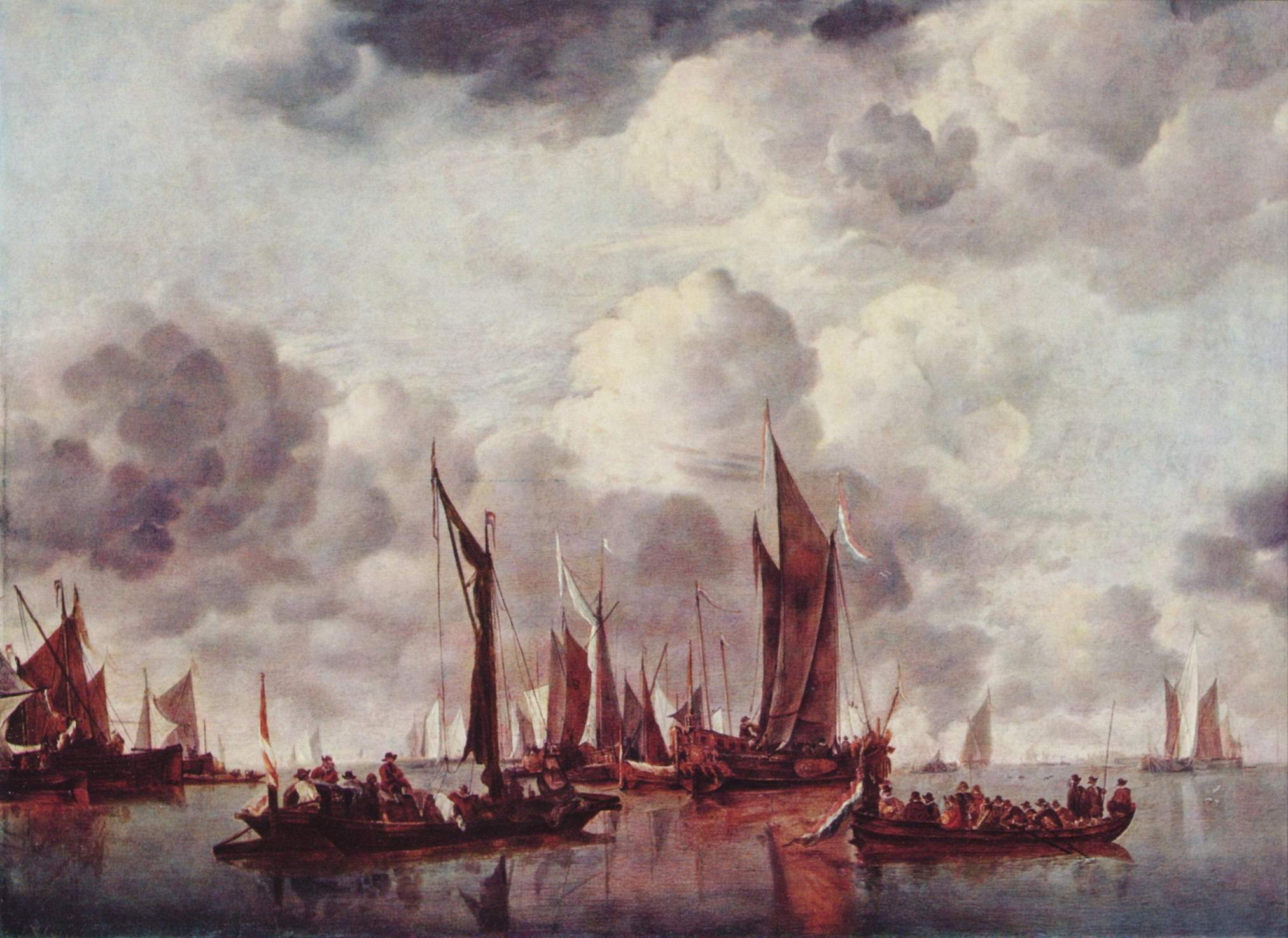
Veleros en el puerto, 1650, óleo sobre madera, 85 x 115 cm, National Gallery, Londres.

Abraham Bredius sugirió que Van de Cappelle era amigo de Rembrandt, en cuyas ventas por insolvencia en 1656 y 1658 fue un gran comprador, y también porque pintó retratos de él y su esposa. Se ha especulado que pudo haber utilizado sus contactos comerciales para ayudar a obtener el encargo para Rembrandt, del retrato de grupo de los Síndicos del Gremio de Pañeros de 1662.
Su pintura más antigua datada es importante y ya muy lograda de 1645, y solo una data de la década de 1660. A partir de entonces, la mayoría de los autores asumen que dedicó sus últimos años a su negocio, en el que también trabajaba su hermano Franchois. En mayo de 1661 compró una casa en Koestraat, cerca de Nieuwmarkt, y se mudó de la aún más cara Keizersgracht. La casa con jardín, junto a una escuela, le fue vendida por un hijo de Sweelinck, y en la escritura de compraventa van de Cappelle simplemente se llama schilder (pintor) y no maestro pintor.
Su esposa falleció antes que él en 1677, y el propio van de Cappelle fue enterrado en Nieuwe Kerk el 22 de diciembre de 1679. Dejó siete hijos. El inventario de su propiedad a la muerte ha sobrevivido y es la principal fuente de información sobre su impresionante colección de arte. Se necesitaron siete meses para contabilizar todos los bienes. Dejó a sus hijos seis casas, una casa de campo al sur de Loenen en el río Vecht (Utrecht), un yate de recreo, "44 bolsas de ducados", seda y bonos por valor de 92.720 florines. Se hizo una larga lista de los artículos de su espléndido guardarropa, (incluidas sus medias violetas), así como la lista de su gran e importante colección de arte.
Como ciudadano acaudalado fue retratado por grandes pintores del siglo XVII holandés, como Frans Hals o Rembrandt. En el legado que dejó a su muerte, en el que se contabilizaron hasta 197 cuadros de artistas como Rembrandt, Frans Hals, Van Goyen, Adriaen Brouwer y Jan Porcellis, entre otros. También había grabados (hasta 500 de Rembrandt) y dibujos (de Avercamp, Esaias van de Velde y otros). De este legado destacan los dibujos y pinturas de Simon de Vlieger.

## Estilo
Cappelle fue uno de los más importantes pintores de marinas en los Países Bajos durante el siglo XVII. 
Pinta marinas «tranquilas», con la mar en calma. Se caracterizan sus cuadros por la luz del sol brillando sobre las aguas, reflejando el amanecer o el atardecer; destaca el colorido de grises plateados, marrones y dorados. Sitúa sus barcos en mares tranquilos, en las desembocaduras de los ríos o en los puertos. Los cielos suelen ser nubosos, combinando así la atmósfera de aire y agua, y enfatizando la transparencia de esta última. Destacan los relieves de las velas y los reflejos de los cascos en el agua. Su obra se inspiró, en un principio, por los cuadros y dibujos de Vlieger. Posteriormente se van haciendo más personales.
De menor importancia son la cuarentena de cuadros con paisajes invernales que de él se conservan. En ellos aparecen pequeños pueblos, retratados de forma idílica, un poco al modo de Aert van der Neer o Jacob Van Ruisdael. Algunos de ellos, de 1653, se encuentran en el Mauritshuis y en el Instituto neerlandés de París. También hizo grabados.
Se le puede considerar un predecesor de Willem van de Velde el Joven (1633-1707).

## Obras
Las obras conservadas de van de Cappelle son relativamente escasas. Actualmente pueden encontrarse obras suyas en museos de Gran Bretaña (en la National Gallery hay al menos ocho marinas suyas), Alemania (Staatliche Museen, Berlín y en Colonia) y Austria (Belvedere). También pueden encontrarse obras suyas en museos de los Países Bajos (Ámsterdam, Rótterdam, La Haya). En los Estados Unidos se pueden encontrar obras suyas en museos de Chicago y de Toledo (Ohio). En España pueden citarse dos obras que se encuentran en el Museo Thyssen-Bornemisza de Madrid.
- Calma, 1650-1655, óleo sobre tabla de roble, 47,5 x 59 cm, Museo Wallraf-Richartz, Colonia (Alemania)
- Saludos de la flota de la patria, 1650 , óleo sobre tabla, 64 x 93 cm, Rijksmuseum, Ámsterdam
- Balandro disparando salvas, 1650, óleo sobre tabla, 85,5 x 114,5 cm, National Gallery, Londres
- Veleros en el puerto, 1650, National Gallery, Londres
- Paisaje invernal, 1650, óleo sobre tabla, Rijksmuseum, Twenthe
- Marina con veleros, 1652, óleo sobre lienzo, 67,3 x 58 cm, Museo Thyssen-Bornemisza, Madrid
- Paisaje de invierno, óleo sobre tabla, 41 x 42,2 cm, Museo Thyssen-Bornemisza, Madrid

## Enlaces
- Wikimedia Commons alberga una categoría multimedia sobre Jan van de Cappelle.
- Obras de van de Cappelle en el Museo Thyssen-Bornemisza de Madrid

- Datos: Q759804
- Multimedia: Jan van de Cappelle / Q759804